# Ernst Hahn (Politiker, 1850)
Ernst Louis Hahn (* 8. Juli 1850 in Großbocka; † 19. Oktober 1896 in Gera) war ein deutscher Politiker (SPD).

## Leben
Hahn war der Sohn des Maurers Johann Christoph Hahn und dessen Ehefrau Christiane Sophie geborene Poser. Hahn, der evangelisch-lutherischer Konfession war, heiratete Wilhelmine Kießling verw. Büchler (* 23. Oktober 1851 in Teichwolframsdorf; † 5. Februar 1921 in Gera), die Tochter des Handarbeiters Johann Gottlieb Kießling in Teichwolframsdorf.
Hahn machte eine Lehre als Schuhmacher und war danach auf Wanderschaft. Er wurde danach Parteifunktionär der SAPD in Frankfurt am Main und wurde 1880 aus der Stadt ausgewiesen und zog nach Gera, wo er als Schuhmacher lebte. 1883 wurde er Mitglied des dortigen sozialdemokratischen Vereins und zeitweise dessen Vorsitzender. 1890 nahm er am Reichsparteitag der SPD teil. In den 1890er Jahren war er auch Redakteur der SPD-Parteizeitung "Reußische Tribüne" und wurde Schankwirt in Gera. 
Er war Mitglied im Gemeinderat der Stadt Gera. Vom 23. Oktober 1892 bis zum 19. Oktober 1896 war er Mitglied im Landtag Reuß jüngerer Linie.